# .ax
.ax is het internet landcode topleveldomein van Åland, dat door IANA is vastgesteld. Voorheen gebruikte Åland het Finse topleveldomein .fi. De meeste Ålandse websites gebruikten het subdomein .aland.fi.
Op 17 februari 2006 keurde het Finse parlement een wijziging in de wetten goed. Bij de Finse domeinen wordt nu ook het .ax topleveldomein gebruikt. In een drie jaar durende periode is het .aland.fi veranderd in .ax en zijn er geen nieuwe .aland.fi-registraties meer aangenomen. Op 17 maart 2006 heeft de Finse president Tarja Halonen de wet aangepast, ingaande vanaf 27 maart 2006. In 2009 is het oude subdomein .aland.fi officieel afgeschaft, hoewel het in 2010 nog bleek te werken. Inmiddels is dat niet meer het geval en moet echt altijd .ax worden gebruikt.